# Saturn L-Series
Saturn L-Series — среднеразмерный автомобиль, выпускавшийся с мая 1999 по 17 июня 2004 года подразделением Saturn компании General Motors.

## История
Впервые Saturn L-Series был представлен в мае 1999 года. Седаны получили индексы LS, LS1 и LS2, а универсалы — LW1 и LW2.
К 2001 году LS был переименован в L100, LS1 — в L200, LS2 — в L300, LW1 — в LW200, а LW2 — в LW300. Седаны получили дополнительные боковые шторки безопасности.
К 2002 году шторки безопасности стали стандартным оборудованием для седанов. Saturn L100 был снят с производства.
В 2003 году седаны подверглись рестайлингу как спереди, так и сзади. Деревянная отделка салона была заменена серебристой. Дизайн легкосплавных колёсных дисков позаимствован у автомобилей Saab. Антиблокировочные тормоза с противобуксовочной системой стали опциональными.
К 2004 году универсалы LW200 и LW300 были переименованы в Saturn L300. Обозначения — L300.1, L300.2 и L300.3. 
К окончанию производства в производстве находилась единственная модель — L300.2. Последний Saturn L-Series (седан L300.2) сошёл с конвейера 17 июня 2004 года.

## Галерея
- Saturn LW300
- Saturn L100
- Saturn L300
- Saturn L200
- Интерьер